# فرودگاه صحرایی پونکاهاریو
فرودگاه صحرایی پونکاهاریو (به انگلیسی: Punkaharju Airfield) (به زبان بومی: Punkaharjun lentokenttä) یک فرودگاه است که یک باند فرود آسفالت و شن دارد و طول باند آن ۵۰۰ متر است. این فرودگاه در کشور فنلاند قرار دارد و در ارتفاع ۷۷ متری از سطح دریا واقع شده است.